# Анаконда (филм из 1997)
Анаконда (енгл. Anaconda) је амерички авантурстички хорор филм из 1997. године режисера Луиса Љосе, са Џенифер Лопез, Ајсом Кјубом, Џоном Војтом, Ериком Столцом, Овеном Вилсоном, Џонатаном Хајдом и Кари Верер у главним улогама. Радња филма прати филмску екипу који у намери да сниме документарни филм о индијанском народу Ширишама одлазе у прашуме Амазоније где постају плен огромне Зелене анаконде.
Филм је наишао углавном на бројне негативне рецензије, критичари на сајту Ротен Томејтоуз су га оценили са 39%, а публика са 24%. На сајту Метакритик оцењен је на основу 20 рецензија са просечном оценом 37 од 100, док га је познати филмски критичар Роџер Иберт оценио са 2 од 4 звездице.
Упркос на бројне негативне критике на које је наишао, филм је остварио јако добар финансијски успех са зарадом која се процењује на више од 136 милиона долара, у поређењу са продуцијским буџетом који је износио 45 милиона долара. Временом је стекао статус култног класика, а захваљујући комерцијалном успеху који је остварио филм је изнедрио филмски серијал који укупно чине 4 филма. Први наставак је снимљен 2004. под насловом Анаконда 2: Лов на крваву орхидеју.

## Радња
Филмска екипа „Националне географије“ плови Амазоном, у намери да направи документарац о последњем преживелом племену у џунгли, народу Ширишама. На путу они спасавају ловца на змије, Пола Саронеа, којем се чамац заглавио. Када др. Стивена Кејла, вођу филмске екипе, уједе смртоносна морска оса, Сароне преузима команду над бродом у жељи да му чланови филмске екипе помогну у хватању огромне зелене анаконде, коју по сваку цену жели да улови живу јер би потенцијално могла пуно да вреди.

## Улоге
| Глумац             | Улога           |
| ------------------ | --------------- |
| Џенифер Лопез      | Тери Флорес     |
| Ајс Кјуб           | Дени Рич        |
| Џон Војт           | Пол Сароне      |
| Ерик Столц         | др. Стивен Кејл |
| Овен Вилсон        | Гари Диксон     |
| Џонатан Хајд       | Ворен Дестриџ   |
| Кари Верер         | Дениз Калберг   |
| Винсент Кастељанос | Матео           |
| Дени Трехо         | ловокрадица     |
| Френк Велкер       | Анаконда (глас) |